# Wolfgang von Kempelen

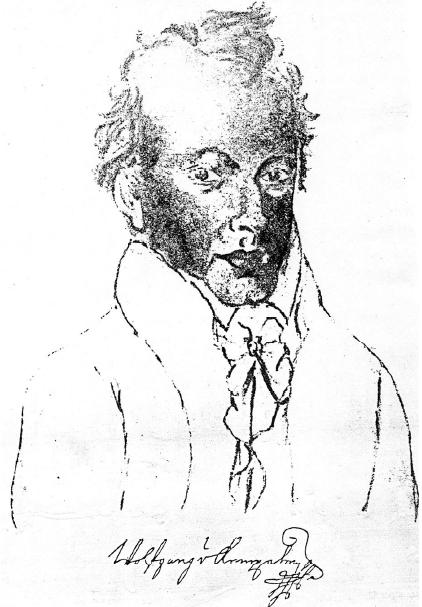
Wolfgang von Kempelen, självporträtt med signatur

Johann Wolfgang von Kempelen (ungerska Kempelen Farkas, slovakiska Ján Vlk Kempelen), född 23 januari 1734 i Pozsony (Pressburg, nuv. Bratislava), död 26 mars 1804 i Wien var en österrikisk-ungersk ämbetsman och polytekniker som även bidrog till vetenskapen om talet. Han var i tjänst hos Maria Theresia av Österrike och hade bl.a. uppdrag relaterade till säkerheten i saltgruvor samt ansvar för återbebyggelsen av Banatet, som hade ödelagts av krig.

## Schackturken

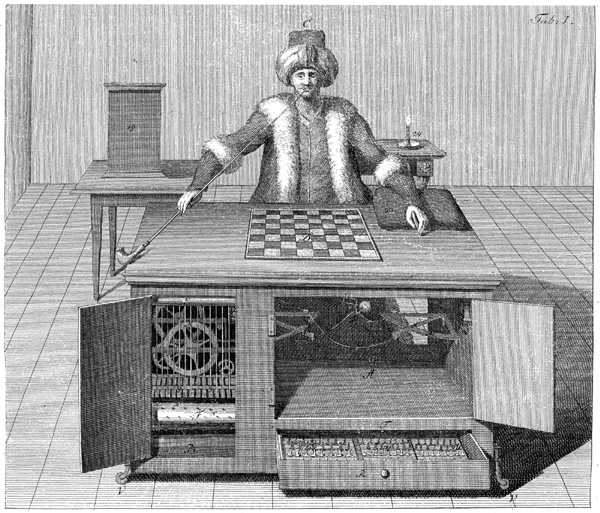
Schackturken, kopparstick av Joseph Friedrich zu Racknitz

Kempelen blev kändis i dåtidens Europa genom den illusionistiska schackrobot som han hade byggt år 1770. Den bestod av en mansfigur i turkisk dräkt som satt bakom en byrå med inbyggda mekaniska anordningar och ett schackbräde ovanpå. ’Roboten’ spelade schack bl.a. mot kungligheter som Napoleon I, Fredrik II av Preussen och Paul I av Ryssland. Den vann de flesta partierna - dock inte mot François-André Danican Philidor, som ansågs vara dåtidens bäste schackspelare. Kempelen själv brukade stå vid en låda ett par steg därifrån och ge intryck av att han på något sätt inverkade på spelet. Ovanpå byrån brukade det placeras ett levande ljus för att dölja lukten från ett annat ljus som fanns inne i byrån, så att den mänsklige schackspelare som gömde sig där skulle se något. Fast schackturken var en illusionistisk apparat, så var den ändå en mycket snillrik konstruktion i vilken magnetism utnyttjades så att den gömde schackspelaren kunde se pjäsernas position. Efter att ha rest runt med schackturken i ett par år så gömde Kempelen undan den för att aldrig visa den mer. Han uttryckte besvikelse över att hans vetenskapligt motiverade talmaskiner inte framkallade lika mycket intresse, och att människorna hellre ville låta sig luras. Den sista versionen av schackturken kunde förresten också säga ”échec!” (franska för ”schack!”). Tjugo år efter Kempelens död förvärvades den av instrumentkostruktören Johann Nepomuk Mälzel, och den presenterades åter för allmänheten. Genom Mälzel hamnade den i USA, och slutligen i ett museum i Philadelphia, där den brann upp i en eldsvåda år 1854. 

## Talmaskinen
Redan före schackturkens tid försökte Kempelen att imitera den mänskliga rösten instrumentellt. Han undersökte olika musikinstrument och fann att säckpipans ljudalstrande rörbladsmekanism var lämplig för ändamålet. I fortsättningen fördjupade han sig på autodidaktiskt vis i studiet av det mänskliga talet, analyserade dess artikulation och experimenterade med artificiellt tal. År 1791 publicerade han en bok med titeln Mechanismus der menschlichen Sprache nebst Beschreibung einer sprechenden Maschine (Det mänskliga talets mekanism samt beskrivning av en talande maskin). 
I sin talmaskin förverkligade Kempelen (1778 och senare) en modell av människans talapparat. Lungorna simulerades med en blåsbälg, stämläpparnas funktion med ett rörblad i elfenben, munnen med en stabil tratt i gummi och näsan med två små extra rör. Genom att täcka över gummitratten mer eller mindre med handen kan olika vokaler och vissa konsonanter åstadkommas. Näsrören hålls för, förutom när nasaler eller nasalerade vokaler ska frambringas. Frikativor alstras i separata pipor. 
Eftersom formanterna, som karakteriserar talljuden, beror på formen hos resonansrummet och detta i Kempelens talmaskin endast kan varieras i begränsad utsträckning, kan inte alla talljud simuleras med den. Den bristen dolde Kempelen därigenom att han gav talmaskinen en barnröst, som gör lyssnarna beredvilliga att ha överseende med en bristfällig artikulation. 
Medan Köpenhamnsprofessorn Christian Gottlieb Kratzenstein år 1773 presenterade ett antal resonansrör med vilka man kunde frambringa monoftonger kom Kempelen till insikten att det inte går att åstadkomma naturligt låtande tal med sådana medel. Talljudens artikulation är dynamisk och nästan alltid påverkad av talljuden före och efter. Denna ”koartikulation” måste efterliknas i syntetiskt tal, annars blir det inte begripligt. Kempelens talmaskin var den första som var avsedd för att frambringa godtyckliga yttranden. Koartikulationen efterliknas i den genom trögheten i den manuella styrningen. Vetenskapliga undersökningar av koartikulationsfenomen återupptogs inte förrän under 1900-talet.

## Skrivverktyg för blinda
Kempelen byggde också en anmärkningsvärd manuell sättmaskin för den blinda sångerskan, pianisten och kompositören Maria Theresia Paradis.

## Byggnader och maskiner
Kempelen projekterade bl.a. en pontonbro över Donau vid nuv. Bratislava, slottsteatern i Budapest och vattenkonsten med fontän och vattenkaskad vid slottet Schönbrunn i Wien. 
Han byggde också ångmaskiner som kom att användas vid kanalbyggen och fick patent på en ångturbin för drift av kvarnar (1788 eller 1789). 

## Konstnärlig och litterär verksamhet
Kempelen visade också talang som tecknare (etsningar) och han skrev bl.a. dikter, epigram och ett sångspel med titeln Andromeda und Perseus.